# Anchytarsus bicolor
Anchytarsus bicolor là một loài bọ cánh cứng trong họ Ptilodactylidae. Loài này được Melsheimer miêu tả khoa học năm 1845.